# Histoire du spiritisme à Lyon

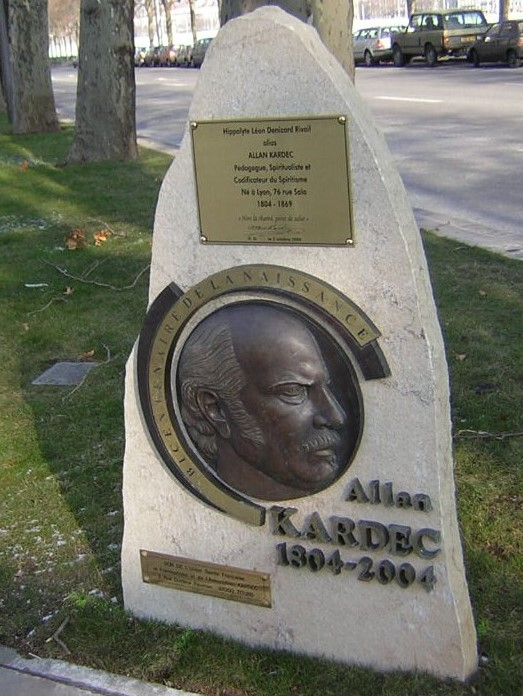
Mémorial à Allan Kardec, Lyon, 2004

L'histoire du spiritisme à Lyon présente l'histoire du mouvement spirite lyonnais, des personnalités, des groupes, des institutions et des détracteurs de la doctrine spirite codifiée par Allan Kardec.
Le terme spiritisme est un néologisme d'Allan Kardec publié pour la première fois en 1857 dans Le Livre des Esprits. Il désigne d'abord « une philosophie spiritualiste » ayant pour principe la relation du « monde matériel » avec les êtres du « monde invisible », puis - de manière plus générale - une pratique sociale universelle visant à communiquer avec les défunts.
Lyon est présentée tantôt comme « le cœur » du spiritisme, tantôt comme sa « capitale », son « berceau » ou son « rempart ». Elle est également présentée comme l'une des villes du « triangle ésotérique d'Europe » aux côtés de Prague et Milan.

## La genèse du mouvement

### Les précurseurs du Spiritisme

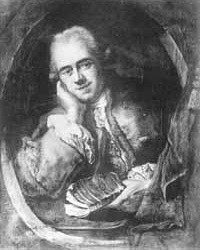
Jean-Baptiste Willermoz

Le XVIIIe siècle est celui qui vaut à la capitale des Gaules sa réputation de ville mystique. Le soyeux Jean-Baptiste Willermoz, un des personnages centraux de la franc-maçonnerie française, crée à Lyon, en 1778, la loge du Rite écossais rectifié. Il était entré en 1767 dans l'ordre des élus-coëns fondé par Martinès de Pasqually, dont il était l'un des délégués à Lyon, avec l'aide de Louis Claude de Saint-Martin qui joue le rôle d'instructeur et plus tard de cofondateur de cet ordre illuministe. La ville accueille d'autres franc-maçons célèbres comme Cagliostro, fondateur de l'ordre de La Sagesse Triomphante, de tradition égyptienne. Ce lien entre franc-maçonnerie et ésotérisme s'expliquant par les liens que ces dernières entretiennent avec les mouvements ésotériques du XIXe siècle dont Willermoz comptait parmi les plus passionnés.
Lyon, « terreau du magnétisme », devient la ville des magnétiseurs spiritualistes, ceux qui pensent que pendant le somnambulisme l'âme humaine est soit un canal, soit un interprète des « entités angéliques ». Alphonse Bouvier (pt) s'inscrit dans ces recherches en intégrant les sphères occultistes d'abord, spirites ensuite.
De plus, le Livre des Esprits (1857) partage des développements et des conclusions que des auteurs ont déjà publiés quelques années plus tôt, avant Kardec, comme l'affirment Christine Bergé et Jean Prieur. Jean Reynaud (philosophe lyonnais), dans son livre Terre et Ciel (1854), parlait déjà de préexistence de l'âme humaine, de sa survivance, de l'expiation des fautes passées et de progrès sans limites, de même pour des thèmes qu'aborde Emanuel Swedenborg sur l'unité, l'universalité de la science et la pluralité des mondes habités,, ainsi que pour Éliphas Lévi, les saint-simoniens, les fouriéristes et les socialistes utopiques, à qui des spirites  comme Ambroisine Dayt donneront leur concours.
Au retour de son premier voyage à Lyon, un message attribué à un Esprit explique à Kardec que la foi des lyonnais est vive, qu'« elle fournira des apôtres au Spiritisme », concluant : « Si Paris est la tête, Lyon sera le cœur ».

### Le contexte social
Du seul point de vue spirite, la facilité avec laquelle les Lyonnais ont adopté cette nouvelle doctrine relèverait autant du mysticisme particulier dans cette ville que de la foi de ses habitants.
Michel Pierssens (2002) rappelle qu'au début du XIXe siècle, le magnétisme et le somnambulisme s'invitent dans tous les genres littéraires, participant au succès d'un Balzac et d'un Dumas dans les années 1830-1840, comme au théâtre, où se produit La Danse des tables au théâtre des Célestins, le 21 mai 1853, sans compter les pièces publiées en brochure et qui ne seront jamais jouées.

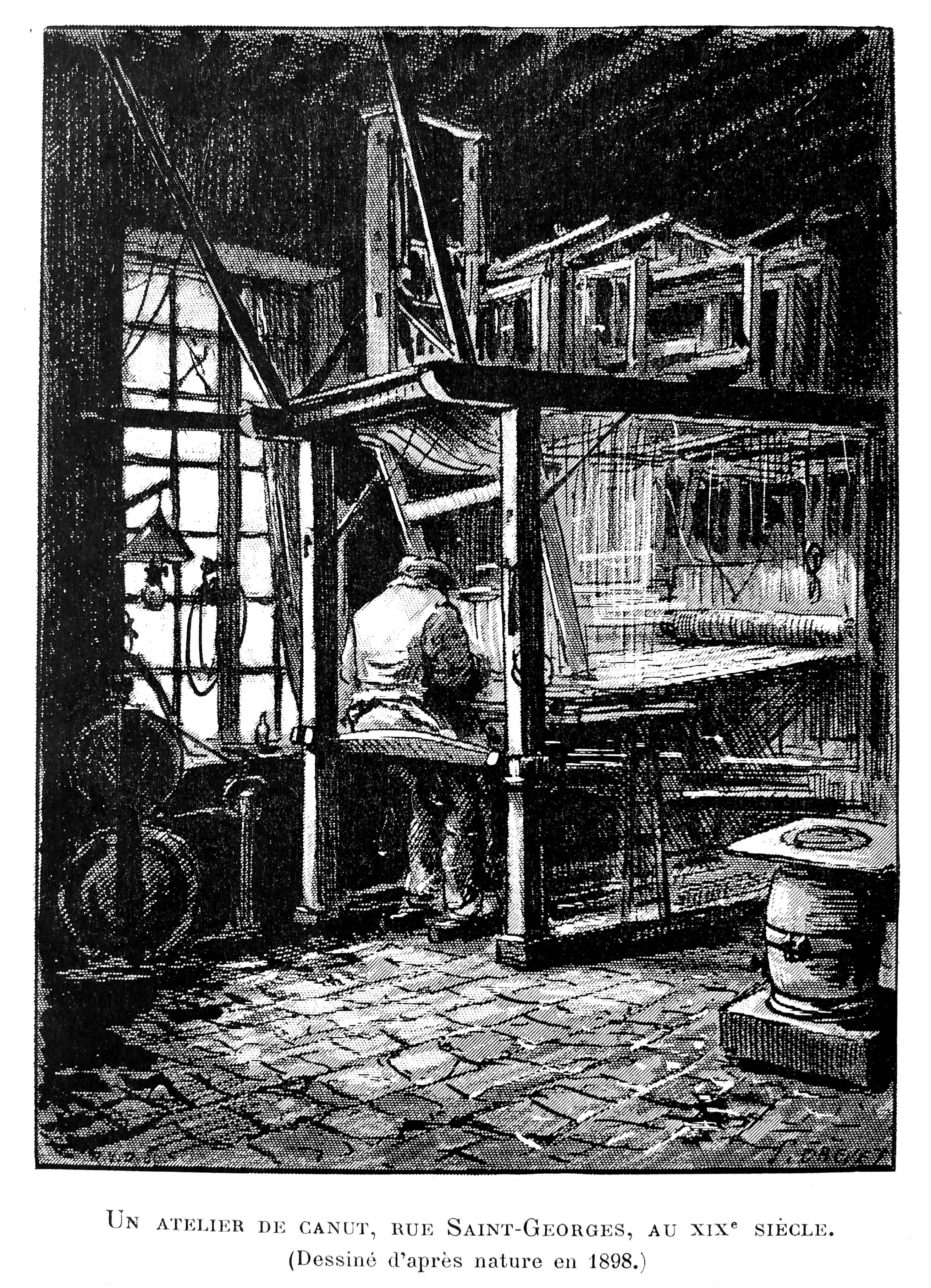
Un atelier de canut, rue Saint-Georges, au XIXe siècle.

Toutefois, Christine Bergé rappelle les particularités du mouvement ouvrier qui ont favorisés son implantation ; les canuts sont « des ouvriers qualifiés dans le métier de la soie, fiers de leur savoir-faire, acquis de longue expérience [...]. Ils forment la frange (relativement nombreuse) des ouvriers instruits, appuyés sur les valeurs du travail et de la famille. ».
Chez les canuts, on distingue deux groupes d'individus : il y a le maître-ouvrier qui est propriétaire du métier à tisser, qui travaille avec sa femme et ses enfants, il est payé par le « négociant » à façon, c'est-à-dire à chaque pièce d'étoffe tissée ; et puis il y a les compagnons, des ouvriers sans domicile fixe qui sont les premiers à subir les fluctuations économiques.
Depuis 1831, ces chefs d'ateliers sont regroupés autour d'un idéal d'ascension sociale. Avec la parution de L'Echo de la Fabrique, médecins, intellectuels, artistes et ouvriers créent des convergences intellectuelles et des nœuds de solidarité qui sont à l'origine du mutuellisme dans la ville. Ce dynamisme conduit à l'ouverture d'une épicerie coopérative, la première en France (1835), sur le modèle des travaux de Fourier.
De plus, en appliquant les principes d'éducation propres à la méthode « d'enseignement universelle » de Jacotot, le mouvement ouvrier lyonnais amorce sa propre émancipation par l'éducation. En 1844, Proudhon note lors de son séjour à Lyon que les ouvriers n'ont pas encore de doctrine — « Le peuple, en un mot, est sûr de ce qu'il ne veut pas ; il ne sait pas encore ce qu'il doit vouloir. » — il décrit une société ouvrière lyonnaise qui s'éduque par elle-même, qui se constitue des bibliothèques d'ouvrages censurés, les femmes concourant à ce mouvement émancipateur.
Cette émancipation intellectuelle porte aussi sur les questions médicales, en s'ouvrant à la méthode Raspail et au magnétisme spiritualiste. Marius Chastaing, directeur de La Tribune lyonnaise (« revue politique, sociale, industrielle, scientifique et littéraire des travailleurs ») est publié dans le Journal du magnétisme de 1846 :

« Le magnétisme est la connaissance de l’esprit vital qui, venant de Dieu même, anime tous les êtres par une chaîne non interrompue, quoique nos sens ne puissent en percevoir les divers anneaux, les relie à l’auteur suprême de toutes choses. »

— Marius Chastaing
Elle est également religieuse, en refusant certains aspects du catholicisme, jugés trop dogmatiques. Le clergé lyonnais ouvre des ateliers de tissage où elle met au travail forcé des orphelins, ils seront attaqués par les ouvriers en soie.

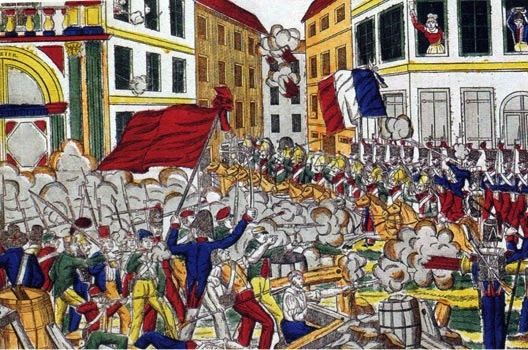
Insurrection des corporations mutuellistes d'ouvriers et la société des Droits de l'Homme contre la monarchie de Juillet et la loi interdisant les associations (avril 1834)

Ces aspirations se comprennent au regard du triple objectif que poursuivait le courant « magnétiste » entre la fin du XVIIIe et le début du XIXe siècle, dont : 1) la volonté de changer le monde et de le reconstruire sur d'autres bases ; 2) le désir de le découvrir et de le régénérer, d'en trouver les clés grâce à la nouvelle voie du somnabulisme magnétique ; 3) enfin, l'attente d'une rédemption dans un climat millénariste teinté d'une crainte eschatologique. Ce dernier point s'actualisant par la  crise révolutionnaire de 1789 qui réactive des courants messianiques et millénaristes qui se retrouvaient déjà dans les « cayers » de J.B. Willermoz.
Si de nombreuses révoltes éclatent à Lyon au cours du XIXe siècle (en 1831, 1834, 1848, 1849, 1871), la doctrine spirite trouve un écho chez les canuts parce qu'elle rassemble « sous une bannière de paix », qu'elle éduque et donne l'impulsion d'une amélioration générale à un mouvement à la fois libérale et révolutionnaire, comme l'illustre l'insurrection de la Commune de Lyon.
Dans cette culture qui appelle à un changement politique et sociale et qui cherche une solution pacifique aux problèmes de l'existence, le spiritisme, par la voix du Livre des Esprits, offre un cadre d'analyse aux multiples questions sociales que se posaient les canuts depuis 30 ans. Compte-tenu du concept de la réincarnation, les spirites réfléchissent aux questions d'égalité des sexes, de classes et des origines.
Dans une lettre de remerciement que le journal Le spiritisme publie comme « preuve de l’influence morale du spiritisme sur la classe ouvrière », un ouvrier lyonnais déclare : « en élevant notre intelligence, vous nous rendez meilleurs, vous nous montrez que notre position si précaire a été choisie par nous, pour nous faire avancer dans la voie du progrès, vous extirpez de nos cœurs tout sentiment de haine ou même de jalousie envers les heureux de ce monde, en nous rappelant que les déshérités d’aujourd’hui seront les puissants de demain ». Toutefois, bien que l'inégalité sociale soit considérée comme l'un des signes et la condition d'une expiation justifiée par les vies passées, ils n'en considèrent pas moins que ces conditions d'existences ne justifient pas les surcroîts de misères et de pauvretés infligés.

Principales publications d'Allan Kardec
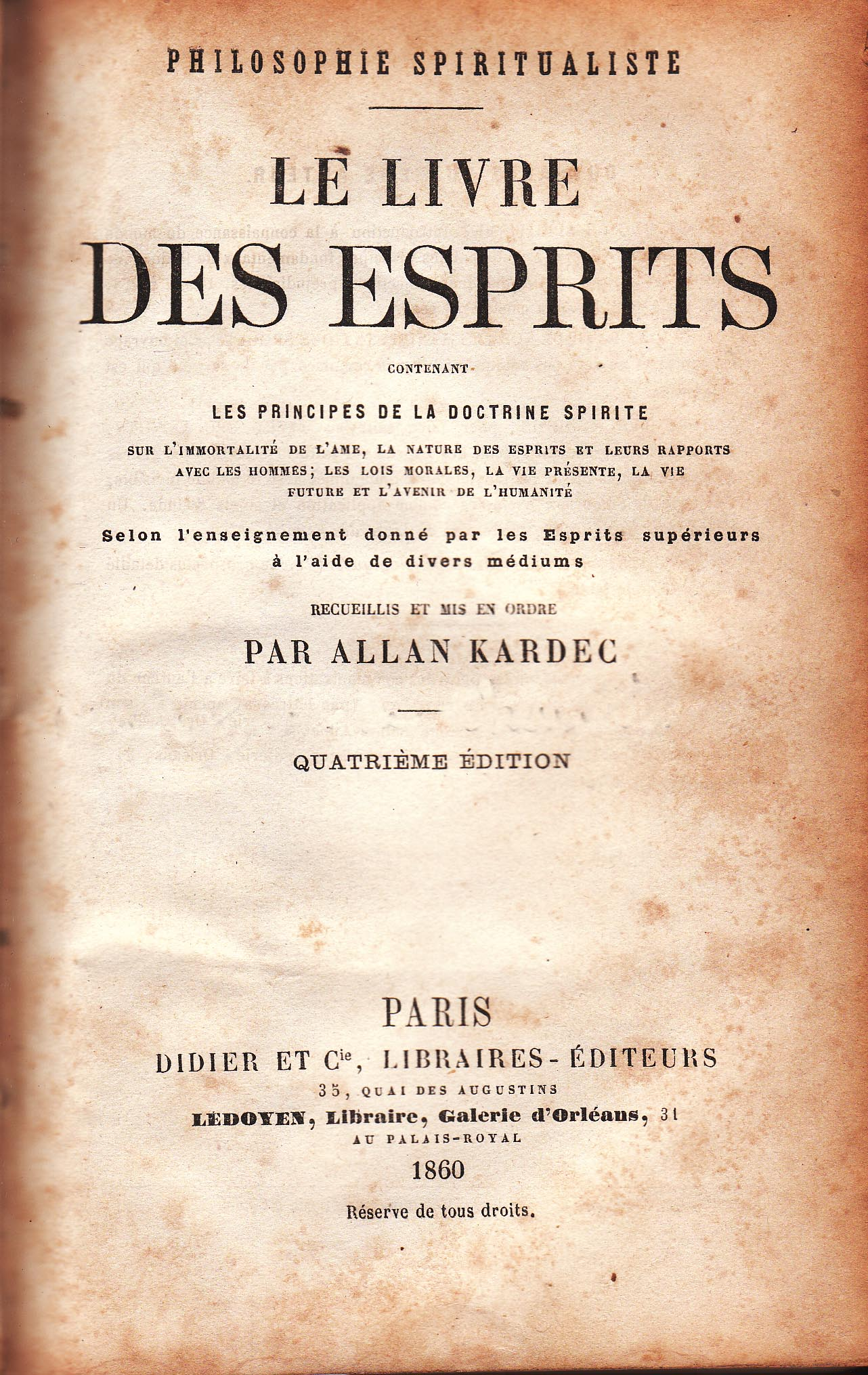
Le Livre des Esprits (1857)
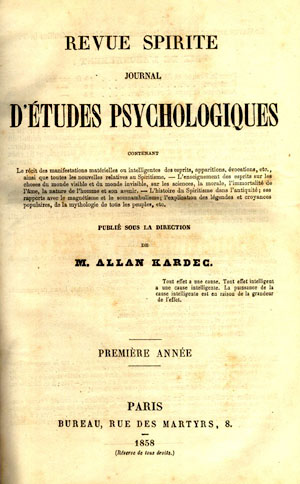
La Revue Spirite (depuis 1858)
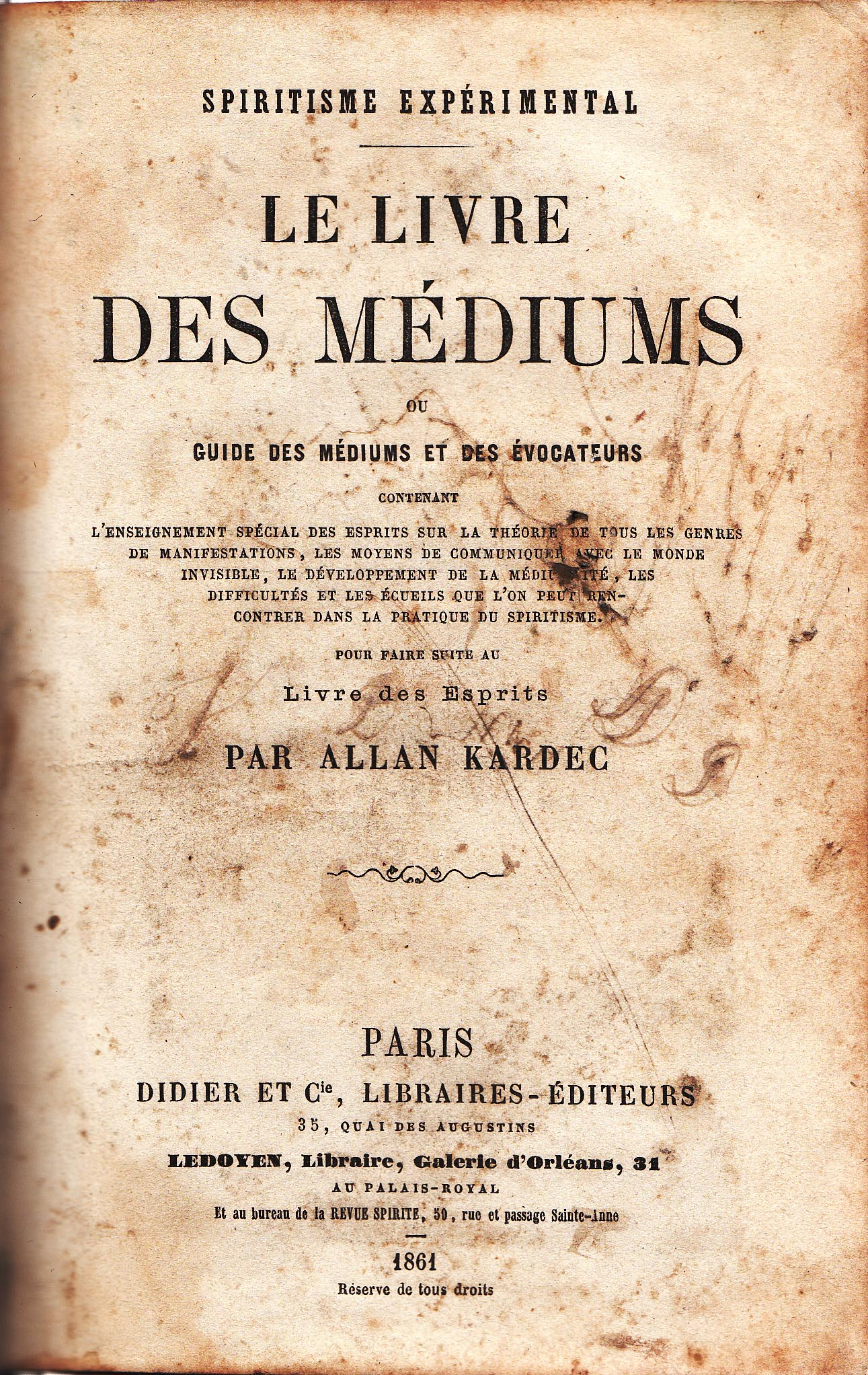
Le Livre des Médiums (1861)
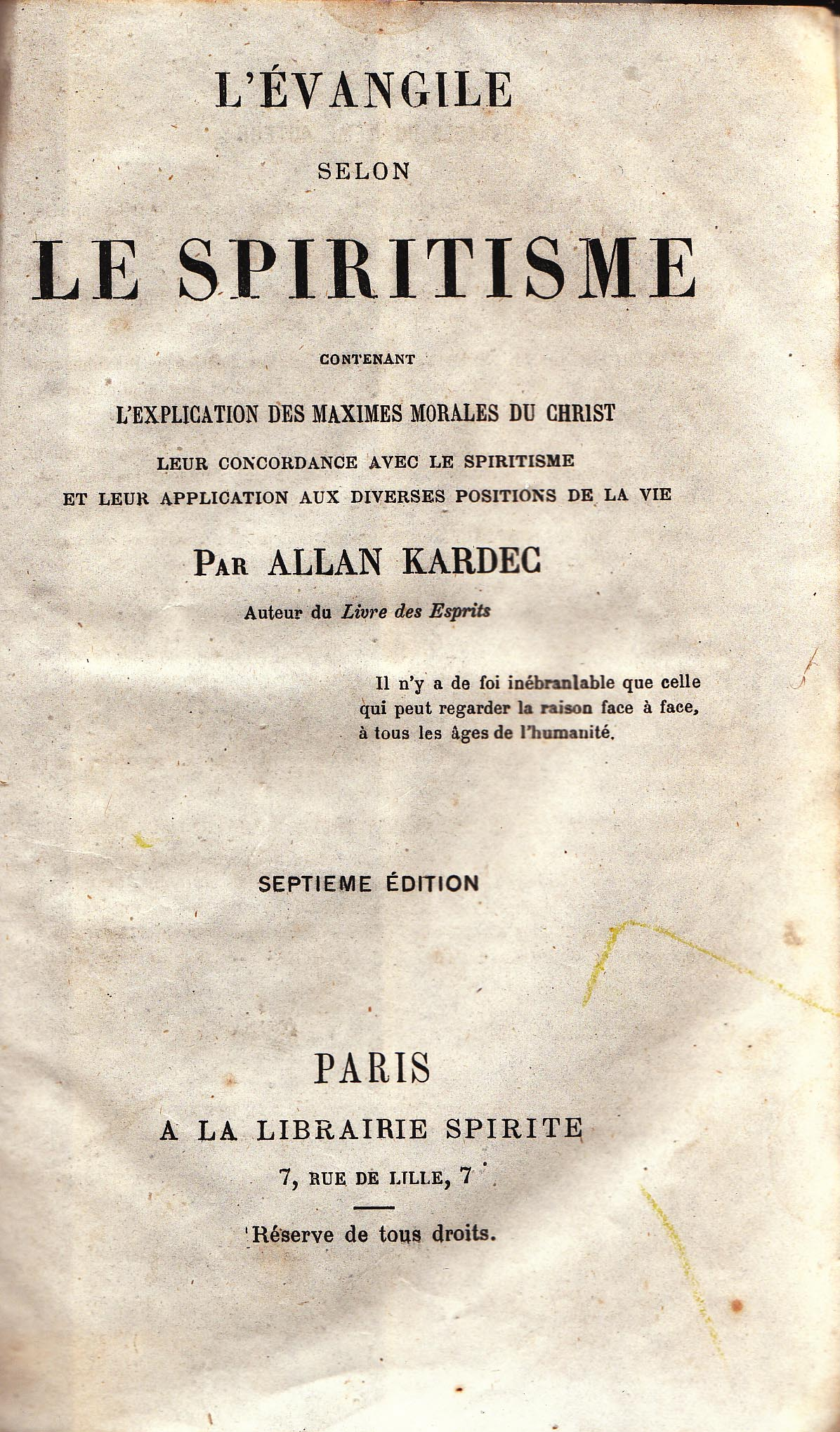
L'Évangile selon le spiritisme (1864)

Cette réflexion sociale et politique survit à l'Ordre Moral de la décennie 1870-1880 et s'illustre jusque dans la direction que Pierre-Gaëtan Leymarie donne à La Revue Spirite au tournant de la décennie 1870-1880.

## La sociologie du mouvement
De ses origines à aujourd'hui, la composition du mouvement va être changeante. Si l'engouement pour la doctrine se caractérise à ses débuts par une forte hausse du nombre d'adeptes, sa population devient progressivement marginale au cours du XXe siècle. Des travaux d'anthropologie et d'histoire qu'Anne-Sophie Chambon (1989), Christine Bergé (1990, 1995) et Mickaël Ponsardin (2004) ont menées nous renseignent sur sa composition et ses effectifs au XIXe siècle et au cours du XXe siècle.

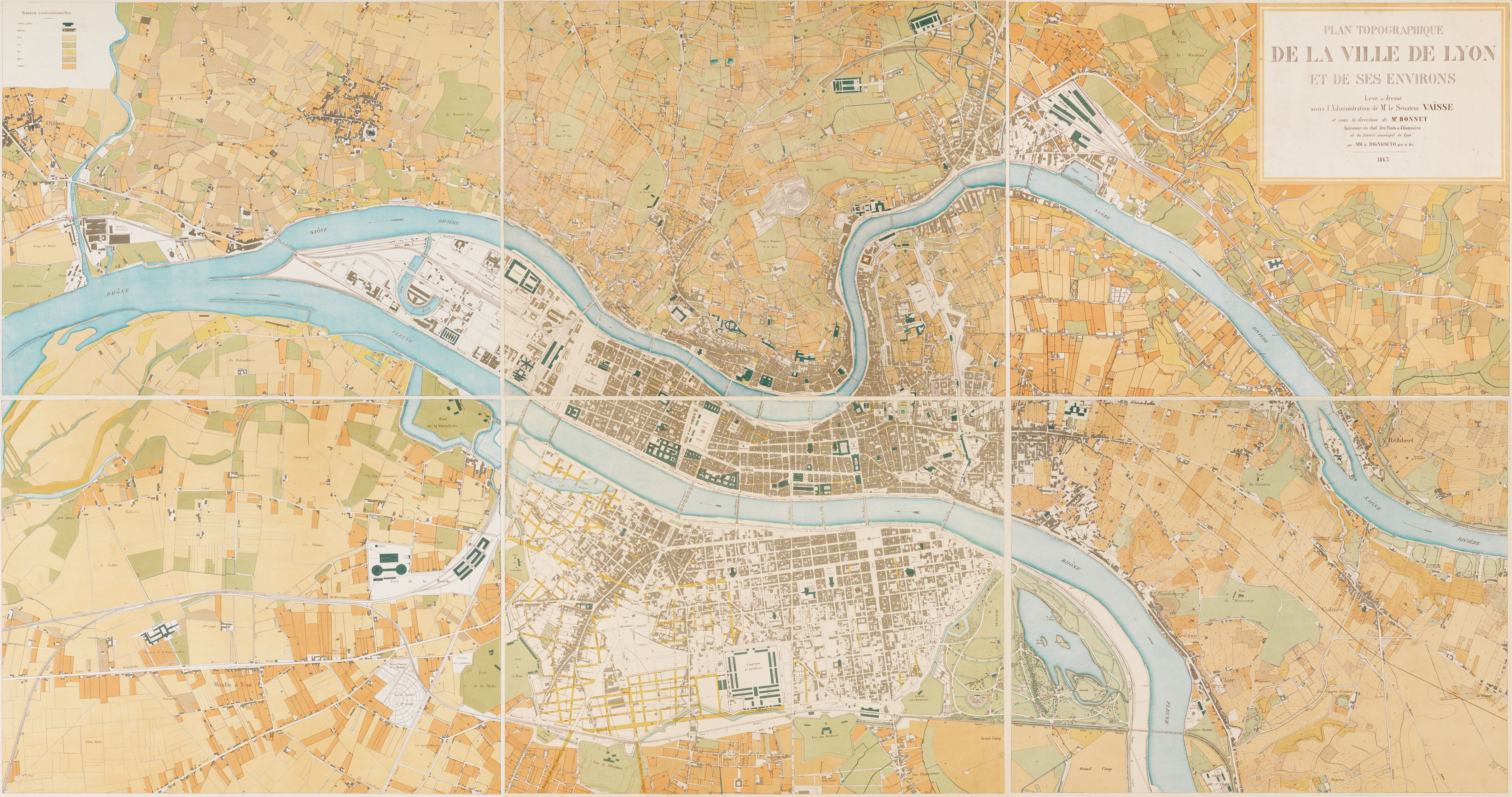
Plan topographique de la Ville de Lyon et de ses environs, 1863

### Les effectifs
Allan Kardec effectue trois voyages à Lyon, en 1860, 1861 et 1863, le nombre d'adeptes et de groupes croît rapidement dans cette ville. Chaque séjour lui donne l'occasion de partager ses vues sur l'organisation du mouvement, pour lequel il recommande d'abord la constitution de petites assemblées, et d'estimer ses partisans.
Le 19 septembre 1860, il estime à plusieurs centaines le nombre de personnes venues l'accueillir, et à plus d'un millier le 19 septembre 1861. Pour la Noël 1861, une lettre de vœux  adressée à Kardec par les Lyonnais est signée de deux cents noms, une troisième invitation pour l'année 1863 est signée par cinq cents personnes. Un détracteur du spiritisme écrit dans le Courrier de Lyon du 21 février 1863 qu'il estime entre 8 000 et 10 000 le nombre d'adeptes dans la ville. Dans une lettre datée du 26 février 1862, le commissaire des Brotteaux informe le sénateur de Lyon d'une estimation allant de 15 à 25 le nombre de groupes spirites dans la ville. En septembre 1863, Kardec effectue un voyage de sept semaines à travers la France. Il dénombre entre 25 et 30 000 spirites à Lyon — soit la moitié des Pentes— principalement des canuts qui en forment le noyau le plus actif, ce qui aurait représenté près de 10 % de la population lyonnaise d'alors, comprenant des artisans, des petits commerçants, des employés, des professions libérales et quelques militaires.

### Les répartitions
Les groupes spirites réunissent à leur manière les gens de même milieu. Selon l'appartenance sociale, l'intérêt accordé au spiritisme diffère. Si l'on est mondain, on recherche l'émotion provoquée par des mises en scènes (apparitions, lévitations), les écrivains se tournent vers les messages, tandis que les politiques recherchent le côté social.

#### Classe ouvrière
Si Kardec note que le spiritisme y recrute dans toutes les classes sociales, il remarque que « c’est surtout dans la classe ouvrière qu’il s’est propagé avec le plus de rapidité ». Ainsi, c'est chez les ouvriers des faubourgs, des Brotteaux à la Guillotière en passant par Vaise, la Croix-Rousse, Saint-Just ou Perrache, que son audience est la plus forte et où se forment de nombreux groupes spirites familiaux ; ceux-là mêmes qui reçoivent Kardec en 1862. On note dans le groupe Société spirite lyonnaise formé par Chevalier et Depresles (chef d'atelier et contremaître) se compose d'ouvriers, d'employés et de petits négociants.
Dans leurs discours, ils font eux-mêmes état de leur prolétarisation et de l'espoir que leur apporte la doctrine ; Christine Bergé considérant, elle, que leur éducation a été déterminante. Même si la classe ouvrière qui domine le mouvement lyonnais est emmenée par des hommes, une majorité de femmes y prennent une part active.
Le journal Lyonnais L'Arrière Garde rapporte les paroles d'une cantate chantée par « les ouvriers en soie » qui en fait explicitement mention :

« [...] Ce fût le temps où tout se mit en fête,

Comme la robe on élargit l'esprit,

Et nos chapeaux nous parlaient en prophètes,

Tables tournaient, sautaient comme cabri !
De l'Amérique il vint de grandes choses

Que Lafayett' n'aurait pas amenées.

Le spiritisme était couvert de roses,

Allan Kardec remplaça Lamennais [...] »

— L'Arrière Garde : journal littéraire Lyonnais, Lyon, 14 août 1869, p. 1-2

#### Classe moyenne
Le codificateur du spiritisme note que le mouvement a d'abord « recruté par le milieu ». « Partout l’idée spirite commence dans la classe éclairée et moyenne, nulle part elle n’a commencé par la classe inférieure et ignorante. De la classe moyenne elle s’étend aujourd’hui vers le haut et le bas de l’échelle sociale ».
Si certains noms célèbres pour l'époque seront mis en avant, c'est dans la classe moyenne que se situe le noyau central, « des employés, petits bureaucrates, fonctionnaires, commerçants, retraités, ainsi que tous ceux qui, d’une manière ou d’une autre, cherchent consolation ». On fait venir à la cour de Napoléon III des médiums, Barbès et le président Sadi Carnot étudient les propositions socialisantes du spiritisme. Avant eux, Victor Hugo et sa famille cherchent à recevoir des messages d'outre-tombe avec l'aide de Madame de Girardin, la duchesse de Pomar, Victorien Sardou, Boucher de Perthes pratiquent les tables tournantes, alors en vogue.
Aussi, certains médecins se rallient au spiritisme compte tenu de l'explication de la guérison qui en est donnée.

## Historique

### Son essor

#### La création des premiers groupes
En 1860, deux groupes sont constitués : Kardec évoque celui de M. Dijoud, chef d'atelier aux Brotteaux, le second, qu'il n'évoque pas, est créé avec cinquante membres, par le médium Laurence, rue Bugeaud la même année. Dès ce premier voyage, il remarque la présence de « spirites sincères », ce sont des personnes qui  acceptent aussi bien les conséquences morales de la doctrine que sa phénoménologie. À Paris, hormis la Société Parisienne d'Études Psychiques, les groupes qui ne sont de simples groupes d'expérimentation ne se constituent qu'à partir de 1864, alors que Lyon en compte déjà plusieurs.
Un an plus tard, en 1861, plusieurs groupes sont créés : la Société spirite lyonnaise (cours Charlemagne à Perrache) qui était dotée d'une bibliothèque, organise des réunions chaque soir. Le Groupe Viret (rue de la Guillotière), dont les enfants étaient médiums, cesse ses activités et déménage à Paris, le Groupe Finet se réunissait le mardi à 8h  no 69, rue Cuvier aux Brotteaux, le Groupe Devoluet, etc. Dans ces groupes, les instructions des guides spirituels sont reçues avec attention, silence et recueillement.
À Lyon, comme ailleurs en France, l'élan des débuts est freiné à cause de la mobilisation contre les Prussiens d'une part et de la répression insurrectionnelle liée à la Commune de Lyon d'autre part. Plusieurs groupes familiaux ferment pour ne plus rouvrir à la fin du conflit. De nouveaux groupes se créent, « intimes » pour la plupart, mais « sans liens les uns avec les autres », dit Henri Sausse, « ayant chacun leur point de vue personnel, leur manière de voir, mais sans méthode commune ce qui fait de chacun d'eux autant de petites chapelles ». Cela contraste avec l'unité des débuts. En effet, Lynn L. Sharp aperçoit qu'à partir de la décennie 1880 le mouvement spirite se segmente en trois courants : un courant « politique » emmené par Paul Leymarie (fils de Pierre-Gaëtan Leymarie), un courant « scientifique » appuyé par Gabriel Delanne, ainsi qu'un courant « religieux » représenté par Léon Denis et de qui Henri Sausse a été proche.

#### Sous étroite surveillance
Devant la virulence de certains quotidiens lyonnais à l'égard du mouvement, les plaintes de voisins pour tapage nocturne et les témoignages de démence concernant certains adeptes, les autorités surveillent les activités du mouvement ainsi que les membres les plus actifs. En effet, le droit de réunions publiques et le droit de la presse ne sont votés en France qu'en 1868.
Sous la présidence de de Mac Mahon, l'Ordre moral s'établit à Lyon en nommant le préfet Joseph Ducros (1873), décoré pour ses victoires contre les révolutionnaires. Le souvenir de la révolte des Canuts et de la Commune de Lyon restent vifs. D'ailleurs, Genève, où se sont réfugiés d'ex-communards, ne se trouve qu'à quelques encablures de Lyon. Ce préfet reste connu pour son arrêté du 18 juin 1873. Il n'autorise les enterrements civils qu'à 6 h du matin, il est suivi d'un second arrêté interdisant les discours au cimetière et limitant à 300 personnes les convois funèbres organisés en dehors du cadre des cultes reconnus par la loi ; ses directives rappellent celles prises par Louis XIV à l'encontre des protestants.
Henri Sausse, âgé de 22 ans à l'époque, témoigne de cet ostracisme : « la terreur était partout dans la famille spirite, aussi grande parmi les adeptes de la philosophie nouvelle que parmi les esprits qui assistaient les médiums ». En 1905, il rappelle la manière dont se sont déroulées les obsèques d'un des fils Finet, faisant état d'un convoi funèbre encadré par des policiers, sans discours ni insigne, « on n'avait guère qu'un seul droit, celui de défiler sans rien dire ».
Durant cette période, le Spiritisme passe dans la clandestinité, les groupes spirites sont assimilés aux anarchistes en raison de cette partie du mouvement qui avait pris part à la Révolution de 1848 et aux canuts qui appelaient toujours à une réforme sociale,. Si certains groupes poursuivent leurs activités en limitant à dix les participants et en brûlant les communications en cas de perquisition, la Société spirite lyonnaise continue ses réunions publiques sous l'œil des policiers. L'un d'eux, M. Destip, finit par y prendre part comme médium peintre. Henri Sausse, quant à lui, poursuit les activités de son groupe à son domicile (rue Mazenod). À l'inverse, le groupe Finet ferme ses portes et ne les rouvre qu'une fois le calme revenu, au no 14, rue Moncet, pour cesser au décès de son fondateur.

### L'unification du mouvement
En 1883, il ne subsiste plus qu'un groupe spirite public, la Société spirite lyonnaise, les groupes familiaux ou amicaux restant disséminés dans la ville et les faubourgs.
Bien que le mouvement local soit moribond, la visite de Pierre-Gaëtan Leymarie, organisée par Adolphe Laurent de Faget, mobilise un peu plus de 1 200 personnes. La proposition d'une première « fédération » est approuvée par acclamation. Cependant, le mode d'adhésion étant individuel et non au nom d'une société, la préfecture du Rhône refuse à 300 personnes la constitution d'une telle organisation . Elle devient alors une fédération officieuse, la  Société Fraternelle d'étude scientifique et morale du Spiritisme. Elle est d'abord présidée par Adolphe Laurent de Faget, puis par Henri Sausse, qui parvient à unifier le mouvement « en un faisceau », se réunissant autour d'actions militantes et d'évènements symboliques (l'anniversaire de la mort d'Allan Kardec, les conférences de Gabriel Delanne, Léon Denis, Pierre-Gaëtan Leymarie, la journée spirite des enfants, etc.).
Des dissensions permettent déjà de faire la distinction entre les groupes spirites attachés à la lettre de la doctrine et les groupes ouverts à d'autres courants et écoles de pensées (occultisme, spiritualisme, magnétisme), mais qui savent oublier leurs différents au profit d'évènements et la défense d'intérêts communs.
En 1891, Lyon est réputée être le plus grand centre spirite en dehors de Paris. Lyon compte treize centres, Marseille en compte cinq et Bordeaux deux. Les quartiers ouvriers de la Croix-Rousse, la Guillotière et Perrache demeurent alors les plus actifs.
Au début de la Première Guerre mondiale, le mouvement spirite national connaît un moment d'arrêt, avant de susciter de nouveau de l'intérêt auprès des personnes endeuillées.

### Son déclin (1930-1970)
Après la guerre, les décès successifs des spirites de la première heure font que le mouvement décline à Lyon, comme ailleurs en France. Dans les années 1930, ne subsistent plus que quatre groupes publics : la Société d'Études Psychiques et Spirites de Lyon, la Société Spirite Jeanne d'Arc, la Société Fraternelle et la Société Spirite Lyonnaise. Dès le décès de ses fondateurs, le premier délaisse peu à peu le spiritisme pour en revenir aux sciences occultes. Il avait déjà cessé de publier son bulletin, faute de moyens financiers, et il démissionne de la Fédération le 12 janvier 1935. Quant aux deux dernières, elles cessent progressivement leurs activités.
Une lettre datée du 20 juin 1947 et rédigée par les membres du bureau de la Société Spirite Jeanne d'Arc solde les comptes de la Fédération Spirite Lyonnaise et informe de la disparition de ses membres au cours de la Seconde Guerre Mondiale, elle ne sera pas reconstituée.

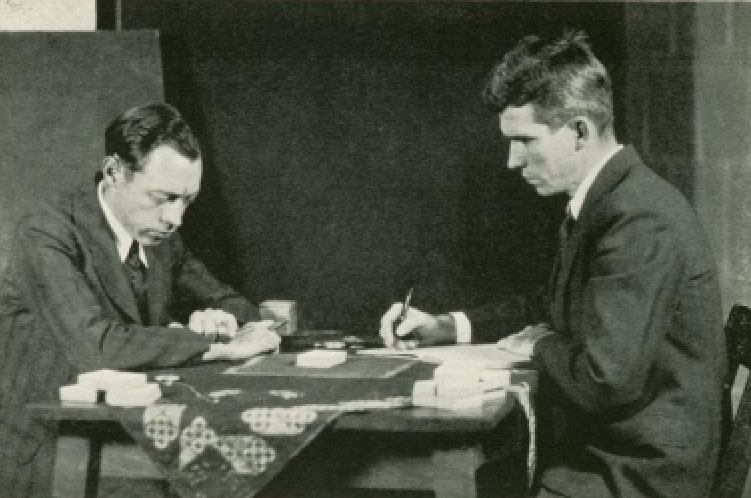
Hubert Pearce avec le parapsychologue J. B. Rhine (1934)

La vague New Age des années 1970 et l'influence croissante de la parapsychologie impactent le mouvement national, aboutissant à la suppression du mot spiritisme dans leur dénomination, tandis que les mêmes phénomènes décrits sous le terme de channeling ou avec des termes de la tradition orientale semblent être mieux considérés.
De plus, Marion Aubrée remarque dans le déclin du mouvement spirite un glissement des préoccupations sociales (socialisme, égalité des hommes et des femmes, la laïcisation, l'idéal républicain, l'internationalisme, le pacifisme) « vers des aspirations plus individualisantes ». En même temps qu'il cesse de prendre part aux débats qui traversent la société, il se produit une identité propre fondée sur une tradition et l'éloignement de toute préoccupations sociopolitiques.

### La relève
Durant les années 1980-1990, une frange du mouvement spirite national opère un retour à la lettre de la codification. Au début de cette période, à Lyon, ne subsistent plus que la Société Jeanne-d'Arc et la Société d'Études Psychiques de Lyon. Si la SEPL s'était mise à l'écart du mouvement spirite à partir des années 1930, la société fondée par Mme Combe, elle, cesse de se dire spirite à la fin des années 1970 mais préserve ses activités, son héritage, sa gratuité, ses références en continuant de pratiquer des « soin[s] spirite[s] ».
Cette éclipse cesse dans les années 1980 avec l'arrivée à Lyon de la famille Perez qui réunit de nouveaux militants, d'abord à Fontaines-sur-Saône - ils fondent le Centre de Doctrine et de Sciences Spirites Lyonnais Allan Kardec (renommé Centre Spirite Lyonnais Allan Kardec) - puis à Bron où est le centre depuis 1993. Ses activités diffèrent peu des précédents groupes lyonnais (formation des médiums, séances publiques et gratuites), permettant à de nouveaux centres d'ouvrir dans la région (Grézieu-la-Varenne, Denicé, etc).
Ce regain du mouvement n'est pas propre à Lyon. En France, une partie des spirites pratiquants retournent aux sources de la codification. D'ailleurs, la plupart de ces nouveaux centres lyonnais s'affilient à la jeune Union Spirite Française et Francophone qu'a fondé Roger Perez (d) , même la Société Jeanne d'Arc finira par y adhérer. Toutefois, une des spécificités lyonnaises réside dans l'arrivée d'ingénieurs brésiliens travaillant pour la société Rhône-Poulenc (ex-Rhodiaseta).

## Le mouvement auXXIesiècle

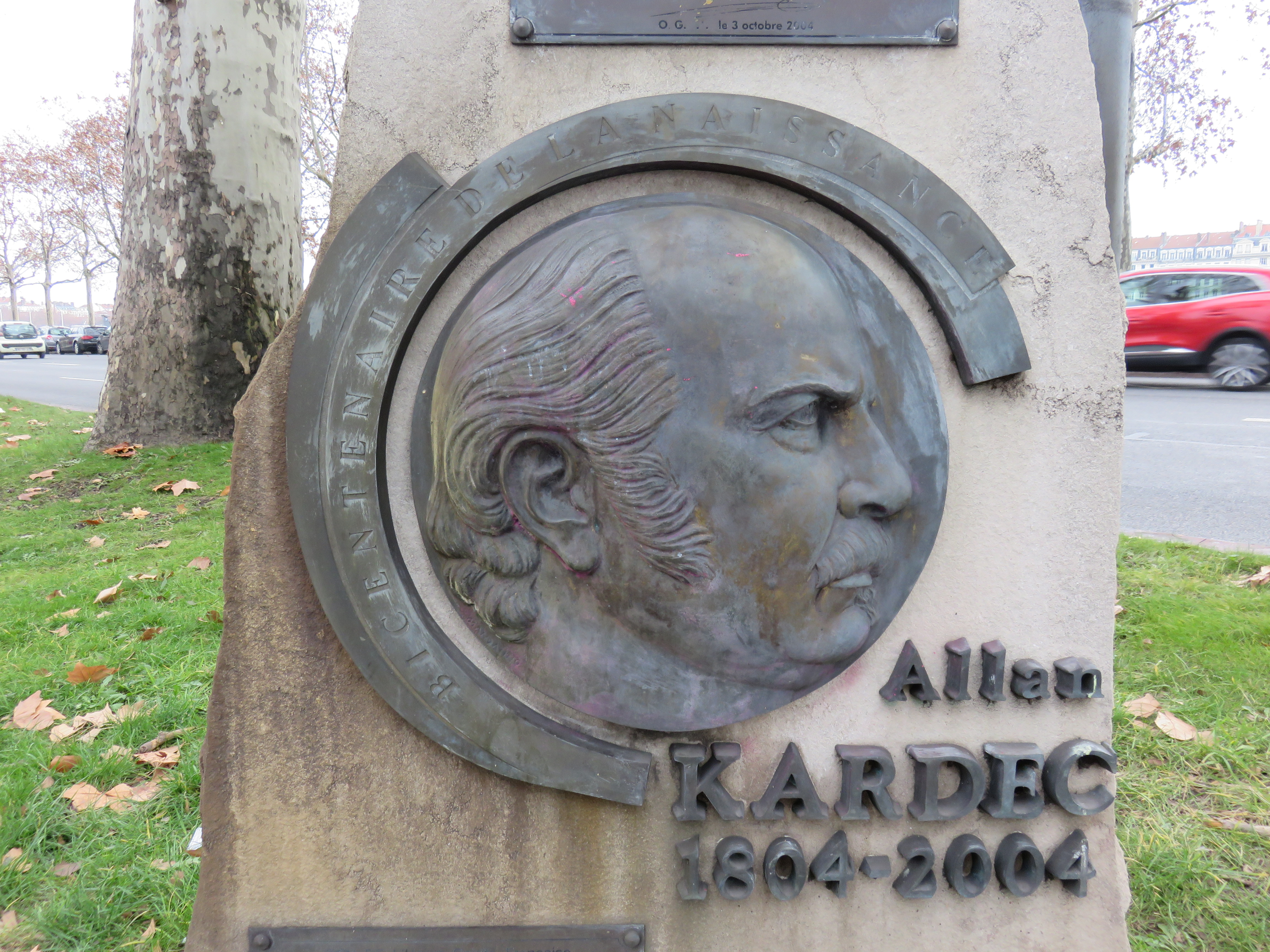
Médaillon du mémorial à Allan Kardec

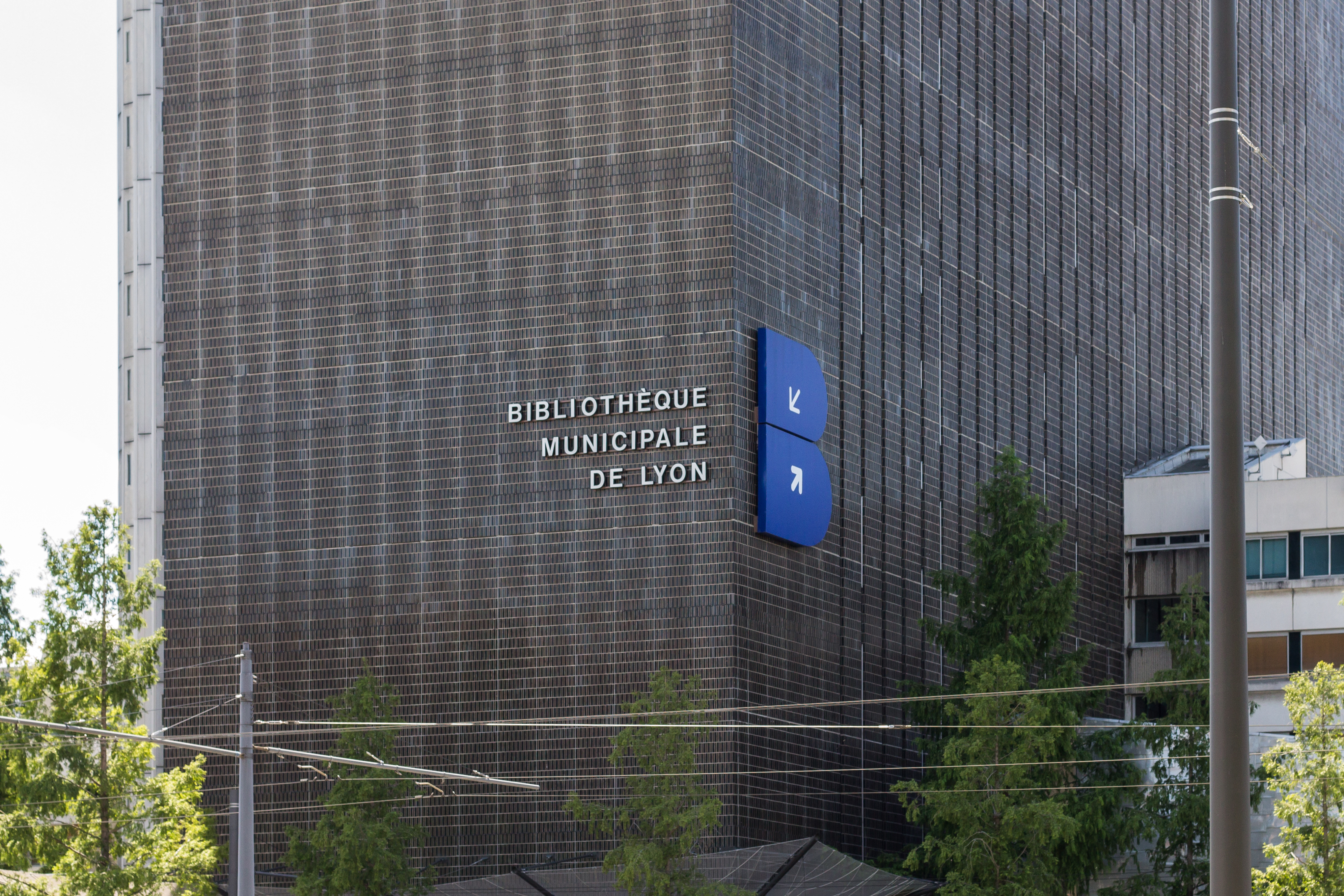
Bibliothèque municipale de Lyon, Part-Dieu

À l'occasion du bicentenaire de la naissance d'Allan Kardec, en 2004, la bibliothèque de la Part-Dieu organise une exposition sous le commissariat de Vincent Fleurot et de Michel Chomarat, Lyon : cœur du spiritisme à laquelle la salle Jeanne d'Arc et le Centre Spirite Lyonnais Allan Kardec donnent leur concours.
La ville de Lyon inaugure une stèle mémorielle ainsi qu'une plaque apposée sur le mur du bas-port, dans le prolongement de la rue Sala.
Durant les années 2010, de nouveaux centres ouvrent leurs portes, participant à des évènements locaux, comme les deux éditions du Festival du film spirite qui mettent à l'honneur des productions brésiliennes,. En octobre 2014, l'Association Internationale Médico-Spirite organise son septième congrès francophone « médecine et spiritualité » à Lyon,, tandis qu'en octobre 2017, l'USFF (ex-Conseil Spirite Français) et l'Association Française Médico-Spirite organisent à Villefranche-sur-Saône (30 km au nord de Lyon) leur première rencontre médico-spirite.
Le Centre d'études psychiques et spirites (renommé en 2011 Association de rencontres spiritualistes Alphonse Bouvier) ferme définitivement ses portes en 2018. La Société Jeanne-d'Arc reste, elle, active. En 2022, deux expositions temporaires abordent la question du spiritisme dans la ville :
- Magique, au musée des Confluences[4],[64].
- Dans les marges : 30 ans du fonds Michel Chomarat, à la bibliothèque de la Part-Dieu[65].

## Les aînés du Spiritisme
Beaucoup de pionniers du mouvement restent anonymes, cependant certains Lyonnais sont passés à la postérité.

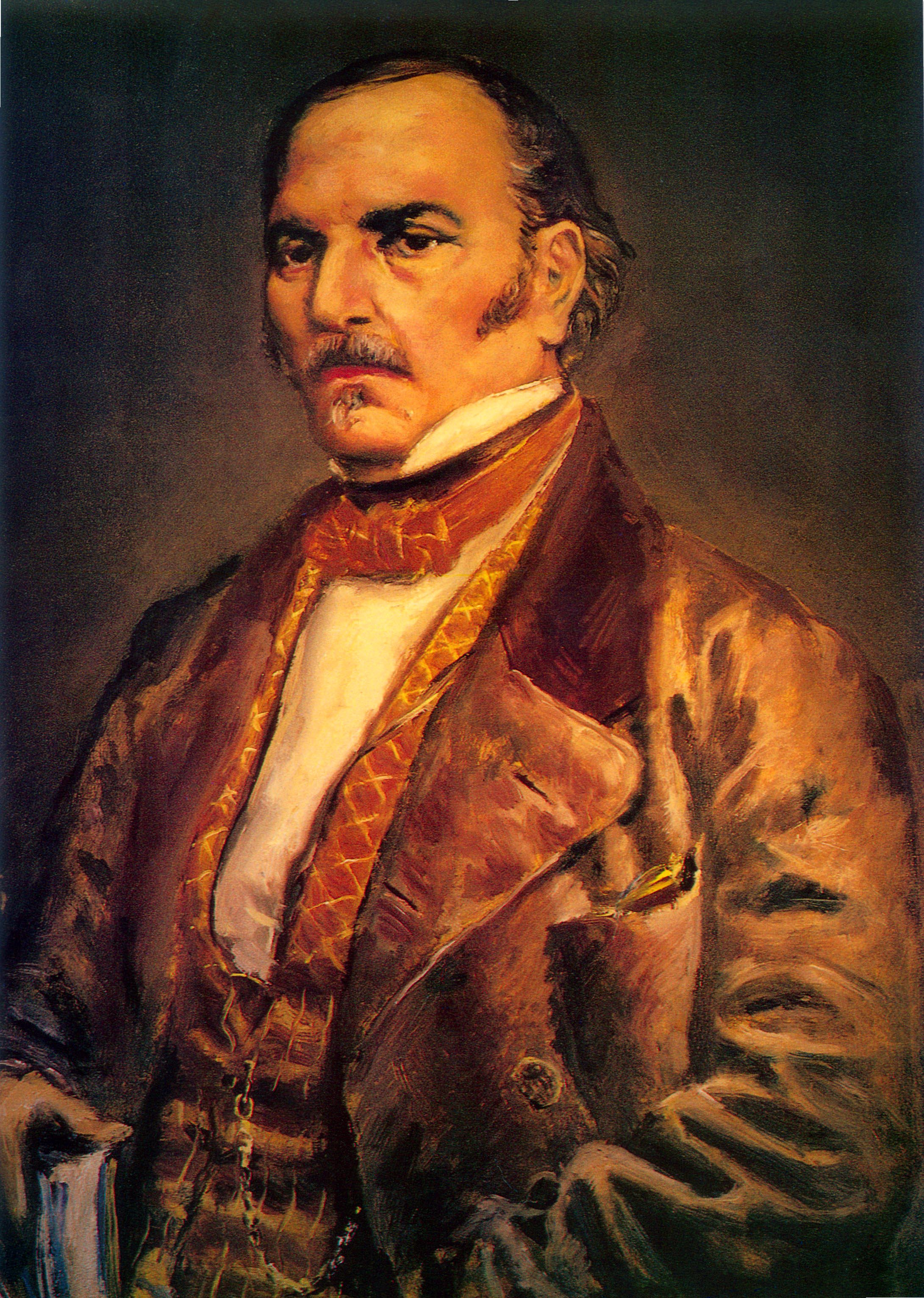
Allan Kardec

### Hippolyte Léon Denizard Rivail
Né au no 76 rue Sala, le 3 octobre 1804, ce pédagogue devenu codificateur du Spiritisme demeure la majeure partie de sa vie à Paris, où il meurt, le 31 mars 1869 (à 64 ans). Depuis 2004, un mémorial commémore le bicentenaire de sa naissance. Cette même année, la bibliothèque de la Part-Dieu organise une exposition, intitulée Lyon, cœur du spiritisme : Allan Kardec et les Spirites lyonnais, sous le commissariat de Vincent Fleurot, auxquels des centres locaux (centenaires pour certains) donnent leur concours. Pour cette occasion, Mickaël Ponsardin publie un essai, Le Spiritisme à Lyon : (1857 - 1937).

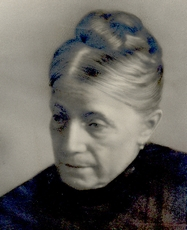
Ambroisine Dayt

### Ambroisine Dayt
Ambroisine Dayt est née à Lyon dans les années 1850. Institutrice de métier et médium, elle est sociétaire de la Société spirite lyonnaise avant de fonder le Groupe Allan Kardec, à la Croix-Rousse. De même qu'avec Mmes Stephen Vire et Claire Monin elle fonde et dirige La Société spirite pour l'œuvre de la crèche (place de la Croix-Rousse),,, une seconde œuvre, toujours gratuite, voit le jour ; il s'agit d'une salle de soins magnétiques. Elle collabore également à la fondation de la Société fraternelle d'étude scientifique et morale du spiritisme et à celle de la Fédération spirite de Lyon. Spirite engagée, elle figure parmi les co-signataires d'une tribune d'Henri Sausse condamnant la tenue d'un congrès spirite à Rome. Elle est l'autrice de plusieurs traités, dont un sur la condition de la femme, l'instruction des enfants et la parentalité maternelle, ainsi que deux ouvrages de dictés d'Esprits. Elle a vraisemblablement correspondu avec Charles Fourier sur l'organisation d'une association phalangetérienne. Elle décède en 1913.

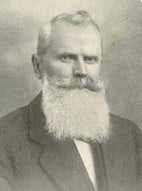
Henri Sausse

### Henri Sausse
Henri Sausse, né le 6 mai 1852, est le premier biographe d'Allan Kardec et le second de Léon Denis, il est aussi l'auteur de plusieurs ouvrages traitant d'expérimentations et de morale et de plusieurs brochures dont Le Spiritisme à Lyon. À l'âge de 18 ans, il adhère au Groupe Finet. C'est en août 1883, qu'aidé d'une dizaine d'amis, il fonde le Groupe Amitié qui rend compte d'expériences de matérialisation de fleurs et de moulages en paraffine semblables à ceux obtenus par Gustave Geley,. Plus tard, il participe à la fondation du groupe Espérance, un groupe privé qui poursuit les expérimentations débutées par le précédent. Il préside la Société Fraternelle d'étude scientifique et morale du Spiritisme en 1883, jusqu'à la constitution de la Fédération spirite lyonnaise en 1903 qu'il préside également. Il est aussi membre de l'Union spirite française. Il décède à l'âge de 75 ans, le 26 février 1928, dans la localité d'Étoile-sur-Rhône.

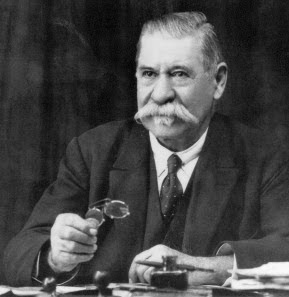
Alphonse Bouvier

### Alphonse Bouvier
Alphonse Bouvier naît près de Sens en 1851. Sa conscription se passe au camp de Sathonay, non loin de Lyon, entre 1871 et 1878. Avant de rejoindre Lyon en 1880, il est garçon de laboratoire à la Salpêtrière. Il assiste aux expériences d'hypnose du Dr Charcot où il se découvre des talents de magnétiseur. En 1885, il crée la caisse de secours aux vieillards, dite Fondation Bouvier, ainsi que la Fraternelle d'études du spiritisme. Celle-ci  constituée en association loi de 1901, est renommée Société d'études psychiques et spirites de Lyon (1919). Proche des occultistes, il adhère au spiritisme à partir de 1890 au sein de la Société Fraternelle, dans le groupe d'expérimentation Les Indépendants lyonnais. À ses séances de magnétisme, il joint un travail d'étude et d'expérimentation qu'il publie dans la revue l'Union occulte française, qui devient La Paix Universelle. Comme Henri Sausse, il est proche de Léon Denis, Gabriel Delanne, Charles Richet et Albert de Rochas. Il fonde en 1903 la Fédération lyonnaise et régionale des spiritualistes modernes, née d'une scission au sein de la Société Fraternelle. Il meurt le 16 novembre 1931, âgé de 79 ou 80 ans.

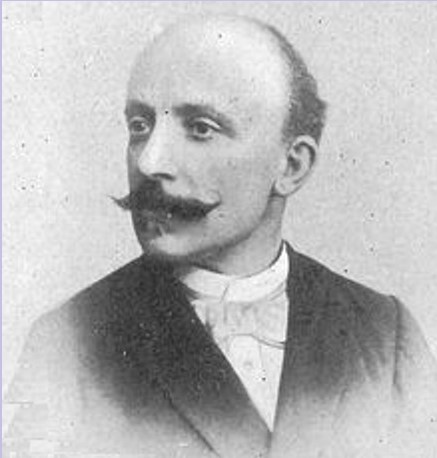
Adolphe Laurent de Faget

### Adolphe Laurent de Faget
Adolphe Laurent de Faget naît à Montpellier le 9 octobre 1846. Orphelin de naissance, il passe son enfance dans le Midi avant de rejoindre Lyon en 1878. Il préside la Société Fraternelle, dès sa fondation, de 1883 à 1888, puis en devient membre honoraire en juin 1889. Il fait partie des cosignataires d'une tribune d'Henri Sausse dans laquelle les présidents des groupes lyonnais disent rester fidèle à l'héritage de Kardec en se dissociant du Bordelais Jean-Baptiste Roustaing. Il préside le congrès spirite universelle de 1889, la Fédération spirite universelle qui en découle, dirigeant également Le Progrès Spirite. Il donne son concours aux revues Le Spiritisme (USF) ainsi qu'à la Revue scientifique et morale du spiritisme. Il publie des recueils de poésie et des ouvrages dictés par des Esprits. Il meurt le 15 décembre 1912, aux Lilas.

### MmeCombe
Née en 1863, elle est l'une des fondatrices du groupe Jeanne d'Arc (1903), un groupe constitué d'ouvriers qui tient des séances de soins magnétiques et une école de médium. Dès 1914, elle fréquente la Fédération, c'est d'ailleurs à son initiative et pour se fédérer avec les autres groupes lyonnais qu'en 1919 le groupe se constitue en association loi de 1901 pour devenir la Société spirite Jeanne d'Arc. Deux portraits d'elle sont dressés dans La Revue spirite, le premier dans le numéro de décembre 1934 et le second dans celui de janvier 1965, lesquels la présentent comme une médium clairvoyante, clairaudiante, curative et à incorporation. Cependant, Mickaël Ponsardin souligne que sa présidence n'aurait été pour partie qu'honorifique, bien que la revue Survie établisse que cette distinction ne lui a été adressé qu'à partir du 7 avril 1946. Elle décède en 1950, âgée de 87 ans, laissant derrière elle un groupe devenu centenaire, encore situé à deux pas de l'Hôtel de ville de Lyon.

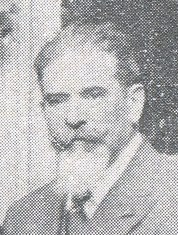
Georges Mélusson

### Georges Mélusson

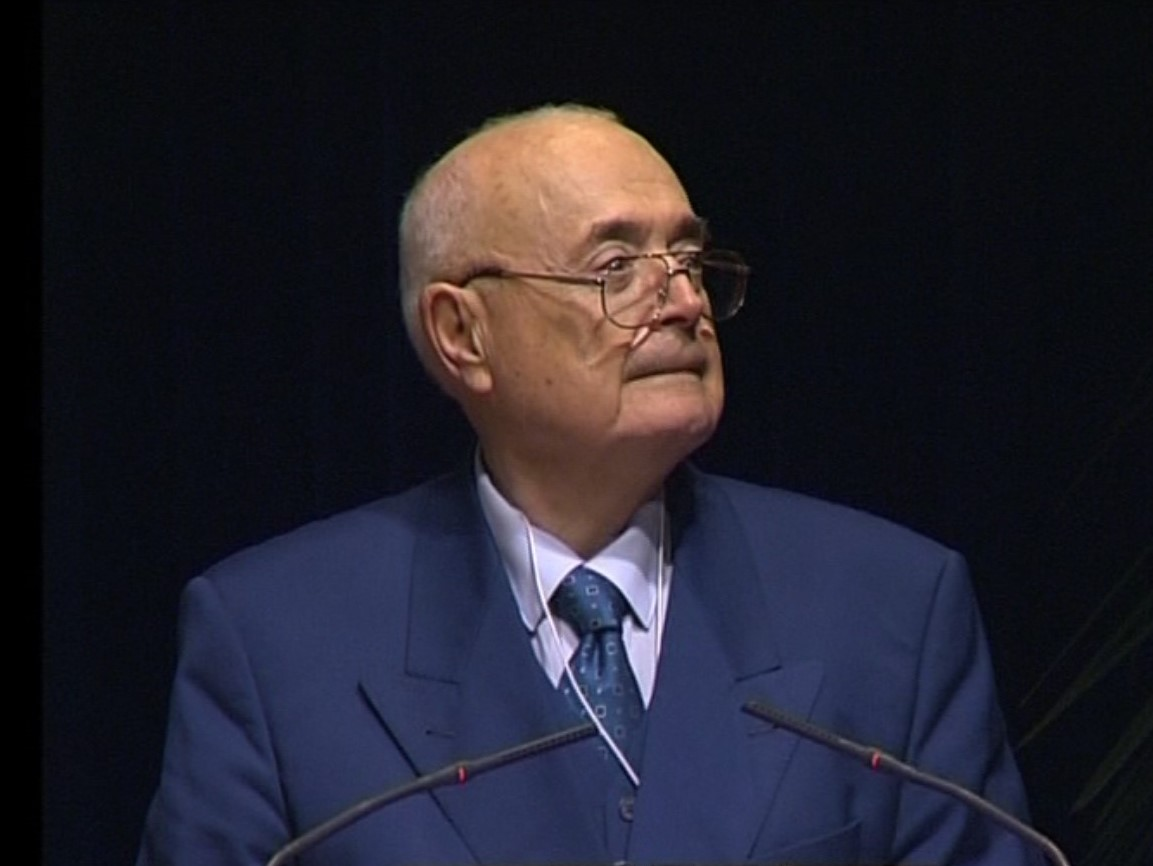
Roger Pérez durant le Congrès Spirite Mondial, Paris (2004)

Georges Mélusson (pl), naît le 2 septembre 1873. À 17 ans, il se prend d'intérêt pour la métapsychique, alors en plein essor, et assiste à des séances de magnétisme, de somnambulisme et de lucidité, délaissant et dénigrant le spiritisme. En 1907, après vingt années d'expérimentation, il fait la lecture des livres d'Allan Kardec et de Léon Denis. Devenu « un propagateur ardent et inlassable de cette doctrine », il dénonce néanmoins les cas de fraude et de mystification qui peuvent y avoir cours. C'est en ce sens qu'il prend part aux expérimentations de la Société Fraternelle, présidant la Société d'études psychiques et spirites dès sa fondation. Il laisse un seul ouvrage Pourquoi je suis devenu spirite (1931) avant de décéder le 10 mars 1932, à l'âge de 59 ans.

### Roger Perez
Né à Casablanca en 1928, il quitte le Maroc en 1962. Il rejoint le centre de Casablanca reconstitué à Tours. Militant très actif, il fonde en 1985 l'Union Spirite Française et Francophone (USFF). Le 23 mars 1989, le tribunal de Meaux lui cède les droits qu'André Dumas (président de l'USFIPES, directeur de la publication Renaître 2000) détenait sur la La Revue spirite, la relançant après douze ans d'interruption. La même année, à son domicile de Fontaines-sur-Saône, il fonde le Centre Spirite Lyonnais Allan Kardec. Dès 1990, il organise chaque année des symposiums. En 1992, il participe à la fondation du Conseil Spirite International. Il orchestre son temps entre Lyon, Tours, la rédaction d'articles, les symposiums, les conférences et les rencontres internationales. Il décède à Fontaines-sur-Saône, le 10 août 2019, à l'âge de 91 ans.

## Les opposants au spiritisme

### Le clergé catholique

#### Les critiques respectables
Au cours de son exposition, Vincent Fleuro dédie un espace aux « adversaires du spiritisme ». Il y explique le rôle qu'une partie du clergé lyonnais a joué pour endiguer la progression du mouvement. Toutefois, comme le raconte M. Finet à Henri Sausse, certains clercs partageaient le point de vue de la doctrine et participaient aux séances du groupe. En effet au commencement, le catholicisme n'apparait pas entièrement réfractaire au spiritisme.
Dans un chapitre du Défi magique, Régis Ladou énonce deux types de critiques qu'adressent ordinairement les catholiques aux dissidences doctrinales dont le spiritisme fait partie : l'irréligiosité ou la superstition. En reprenant un catéchisme inspiré du XVIIIe siècle, l'évêque d'Orléans, Félix Dupanloup, le place aux côtés des superstitions, désignant les médiums comme des voleurs, raillant ceux qui le pratiquent ou y croient. Le sommeil magnétique est toléré, à condition que la personne soit de bonne foi et que magnétiseurs et magnétisés ne voient là qu'un remède naturel.
D'après Régis Ladous, si l'abbé Bluteau ne l'encense pas totalement, le débat ne consiste pas tant à jeter l'anathème ou à nier les phénomènes (somnambules, tables tournantes, magnétisme animal) - jusqu'ici légitimés par Deleuze - qu'à y voir un dévoiement du magnétisme animal. Pratiquer les tables tournantes provoquerait des palpitations de cœur, des vertiges, des évanouissements, des crises de folies.
En 1861, dans leur Nouvelle explication du catéchisme, les diocèses de Lyon et de Belley se distinguent des Parisiens en considérant comme des  superstitions l'ensemble des phénomènes, magnétisme animal compris. La Sacrée Congrégation de l'Index condamne les journaux spirites en 1864.

#### La diabolisation
Le clergé commence à associer le spiritisme au diable lorsque les tables mouvantes laissent apercevoir l'intervention d'un principe intelligent. Dès lors, les nouveaux catéchismes, dont celui de l'abbé Poey, abandonnent le magnétisme animal pour ne plus y voir qu'une nouvelle forme de magie donnant au magnétisé des pouvoirs extraordinaires « qui supposent une intervention diabolique », sinon un « pacte aves le démon »; d'autres encore renvoient l'hypnotisme à  la divination, par des moyens diaboliques. Selon Régis Ladous, la diabolisation intégrale du spiritisme apparait « contraire aux traditions de l’Ecole française, à la prudence des Messieurs de Saint-Sulpice et à l’enseignement de Benoit XIV, constamment cité dans les catéchismes rédigés dans l’esprit du XVIIIe siècle et du premier XIXe siècle ».

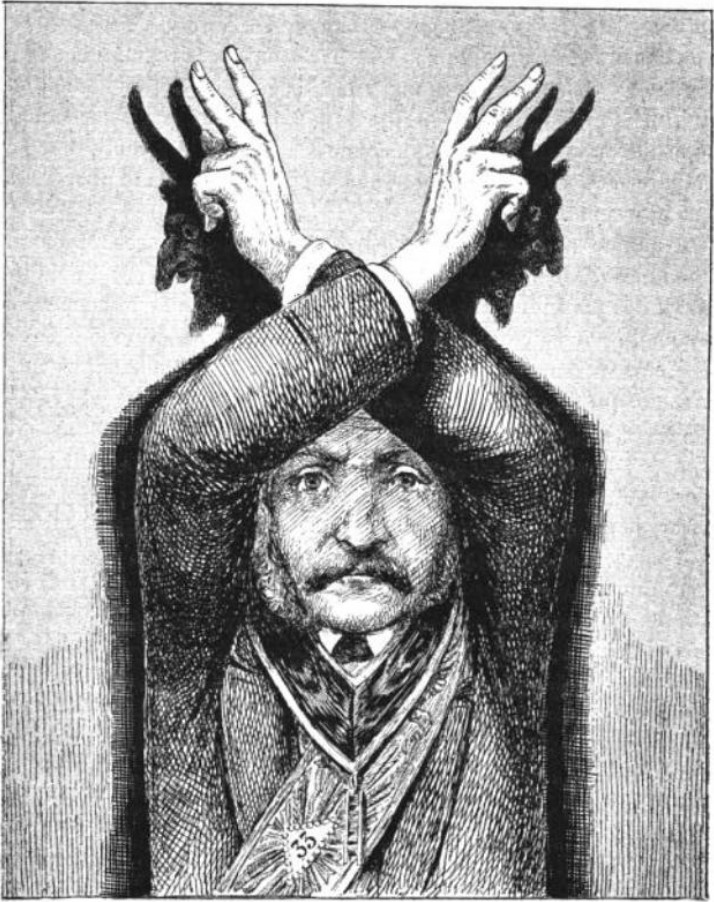
Illustration,, p. 201

En 1911, un pamphlétaire catholique assimile le spiritisme au satanisme, comme ce fut le cas pour la franc-maçonnerie. Dans son ouvrage, Le diable au XIXe siècle, les Mystères du spiritisme dévoilés (1894) (Wikisource), Léo Taxil et Charles Hacks amplifient le côté obscur et sensationnel des séances, d'autant que l'abbé Boulan (disciple d'Eugène Vintras) avait été condamné en 1861 à trois ans de réclusion pour des soupçons de pratiques sataniques. Alors que les philosophies occultistes mêlent des doctrines et des enseignements qui regroupent l'ensemble des arts et des sciences occultes (alchimie, kabalisme, magie, mancie, etc.), requérant une étude longue et fastidieuse, le spiritisme semble accessible à tous, même aux couches de la société qui se perçoivent comme moins instruites.
Toutefois, comme le précise Ladous, « la diabolisation du spiritisme n’a jamais gagné qu’une frange des catéchismes français », les critiques  demeurent cantonnées à la dénonciation de superstitions. Le Manuel complet du catéchiste et du jeune apôtre (1901) de l’abbé Sifflet, de la Maison des Chartreux de Lyon ne déroge pas à ce qui se disait déjà en 1861.
En définitive, dans un décret d'avril 1917, le Vatican prend finalement le parti d'interdire à ses fidèles de participer ou même d'observer des séances spirites.

### Les scientifiques
Dès les débuts du mouvement, Kardec publie les critiques dont il fait l'objet et celles faites à la doctrine spirite. Toutefois, dans la brochure Qu’est-ce que le spiritisme ?, Allan Kardec dément l'affirmation d'une opposition catégorique de la part de « la Science » : « […] je dois relever une erreur grave que vous avez commise en disant que tous les savants sont contre nous [...] c'est précisément dans la classe éclairée qu'il fait le plus de prosélytes, et cela dans tous les pays du monde : il en compte un grand nombre parmi les médecins de toutes les nations ; or, les médecins sont des hommes de science […]. De ce que le spiritisme n'a pas encore droit de cité dans la science officielle, est-ce un motif pour le condamner ? […] Vous admettrez bien aussi que chacun n'est bon juge que dans ce qui est sa compétence. Si vous voulez bâtir une maison, prendrez-vous un musicien ? […] Non ; chacun son métier ». Dans La Genèse selon le spiritisme, Kardec consacre même « la Science » comme l’avant-garde de la doctrine en disant que si elle venait à la contredire sur un point, le spiritisme devrait se réformer sur celui-ci.

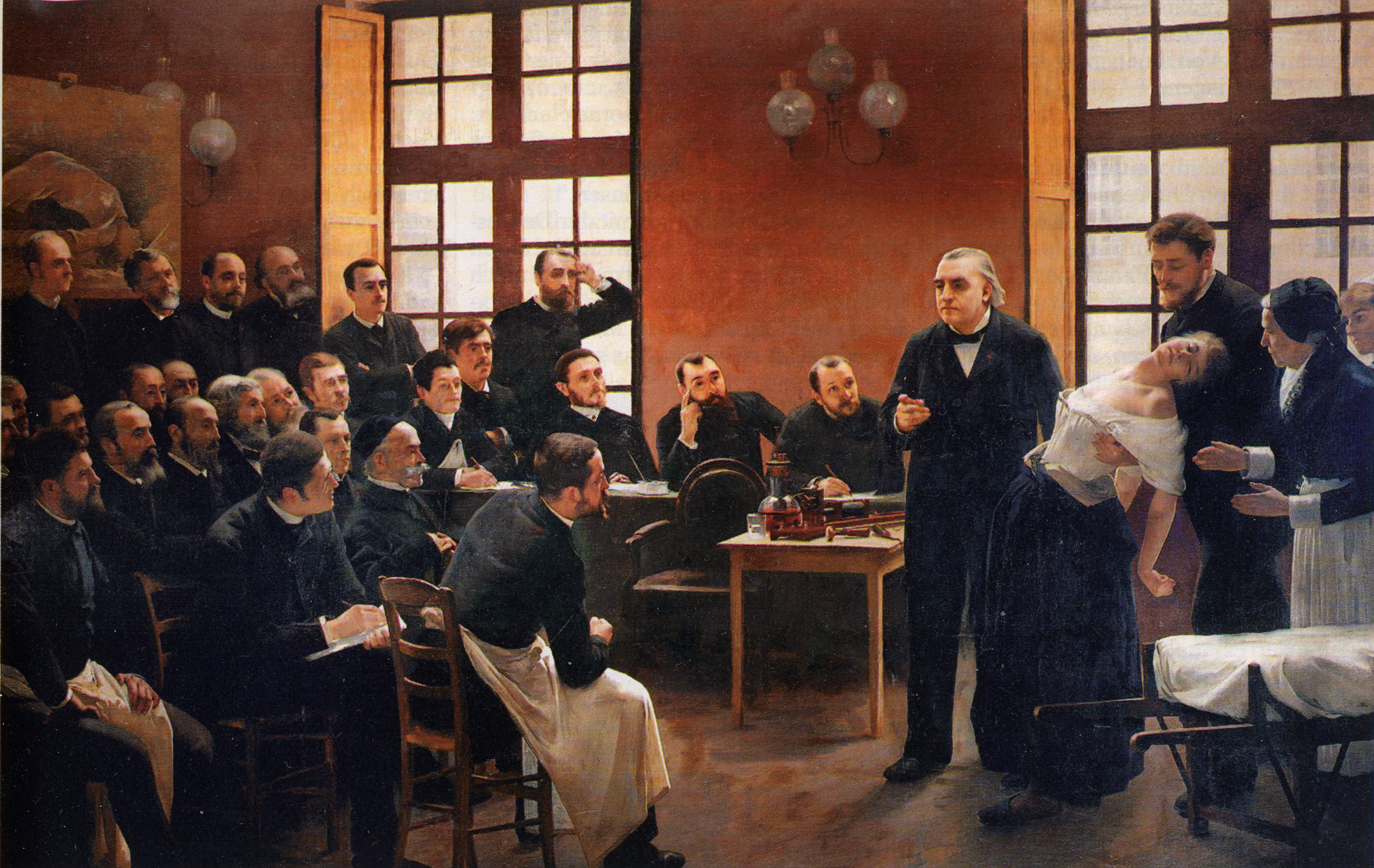
Une leçon clinique à la Salpêtrière

De plus, à la fin du XIXe siècle, les psychologues expérimentaux mènent des « études psychiques » sur l'hypnose, la télépathie et les hallucinations. Alors qu'au XVIIIe siècle, les phénomènes psychiques sont réfutés a priori, une évolution des mentalités s'opère au cours du siècle suivant, de sorte que, comme pour le somnambulisme magnétique, ils sont étudiés en laboratoire. Les figures tutélaires étant à cette époque le docteur Gustav Fechner qui est le premier à avoir émis l'hypothèse de l'existence d'« une autre scène » psychique, et le Dr Jean-Martin Charcot.
Progressivement, les études psychiques sont mises au banc des congrès de psychologie où elles n'ont plus leur place. Ainsi, des représentants de la science et du rationalisme, comme Clément Hugues, concentrent leurs critiques sur les phénomènes.

## Les institutions spirites

### Le centre spirite

#### Ses activités
L'activité d'un centre peut s'articuler autour de l'instruction, de l'expérimentation et un apprentissage de la médiumnité. Dans le cadre de séances publiques, outre des conférences, on pratique plusieurs expériences : la magnétisation, la délivrance de messages d'un Esprit (par exemple, celle d'un proche décédé), des messages généraux à l'attention de l'assemblée, des dessins médiumniques (assimilés à de l'art brut). On publie des brochures, des livres et des périodiques (bulletin associatif ou revue). Jusque dans les années 1930, il y a une activité caritative.

#### Les dispositifs
Dans le cadre des séances publiques, la salle où elles sont tenues est divisée en deux espaces distincts : celui pour les médiums et celui pour le public ; on retrouve également un président de séance. Les séances s'ouvrent et se terminent par une prière. Toutefois, il arrive que d'un groupe à un autre ce dispositif varie.
Le dispositif de la Société Jeanne-d'Arc est décrit précisément par Christine Bergé. Aucune trace écrite n'est produite lors de ces séances. Les médiums sont assis sur des chaises disposées de manière circulaire tandis que les personnes qui en auront fait la demande sont appelées à s'assoir sur une chaise disposée au centre du cercle des médiums. De là, un médium peut administrer des passes magnétiques « censées être « dictées » par les guides », et des médiums « psychophones » (dit « à incorporation ») peuvent laisser s'exprimer le ou les esprits qui tourmentent la personne dans un dialogue qui vise à « réconcilier les âmes, conduire à la paix ces esprits [...] qui reviennent hanter les vivants ». Aussi, un médium psychophone peut laisser s'exprimer « les « guides » qui président, invisibles, au rituel de guérison ». D'après C. Bergé, ce rituel s'inscrit dans les vues du « magnétisme spiritualiste lyonnais » qui attribuait à l'âme et à l'intervention des esprits les phénomènes magnétiques.
Le dispositif du CSLAK est comparable à celui des premiers groupes lyonnais. Des médiums se regroupent autour d'une table, sur laquelle des médiums «psychographes» (scribes) écrivent des messages et des médiums « psychophones » prêtent leur voix pour des messages vocaux.

### Liste des principaux centres
Depuis les écrits d'Allan Kardec, de nombreux centres se créent, puis disparaissent. D'après Anne-Sophie Chambon, il y en aurait eu près de 600 dans la ville.

#### Les centres actifs

##### Dans Lyon
- Groupe Jeanne d'Arc (1903) au no 26 bis rue Saint-Antoine, devient Société Spirite Jeanne d'Arc d'Études Spirites et Spiritualistes membre de la FSL (1919)[105], fusionne avec la Société Fraternelle et déménage au no 7 rue Terraille (1966), déménage au no 7 place des Terreaux, 2e étage (depuis 1972)[106], change officieusement de nom pour Société Jeanne d'Arc Centre d'Études et de Recherches Spirituelles (fin des années 1970)[55].
- Groupe Spirite Notre Demeure, membre de l'USFF, rue de Créqui (depuis le 16 mars 2015)[107].

##### Dans la métropôle de Lyon
- Centre de Doctrine et de Sciences Spirites Lyonnais Allan Kardec membre de l'USFF (1989)[89], déménage à Bron en mai 1993, change de nom pour Centre Spirite Lyonnais Allan Kardec (janvier 2000)[103], cesse son affiliation à l'USFF (2e semestre 2007).
- Centre d'études spirites et psychologiques Thérèse d'Avila de Casablanca, déplacé à Fontaines-sur-Saône (1970), dépôt des statuts et membre de l'USFF (29 janvier 2001), déplacé à Décines (2018)[108].

#### Les centres fermés

##### Dans Lyon
- Plusieurs groupes familiaux et amicaux (Finet, Viret, Devoluet, Edoux, Dayt, etc.).
- Société spirite lyonnaise, au no 3 cours Charlemagne (1861 - 1985).
- Société fraternelle pour l'étude scientifique et morale du spiritisme, rue Terraille (12 mars 1884 - 1966).
  - Groupe Amitié, présidé par Henri Sausse (18 janvier 1884 - 28 oct. 1890).
  - Les Indépendants Lyonnais (1890 - ?).
  - Groupe Espérance (21 mars 1910 - ?).
  - Groupe Allan Kardec (1894 - 1985)[109].
- Fraternelle d'études du spiritisme (1885), devient Société d'Études Psychiques et Spirites de Lyon, cise au no 7 place des Terreaux (1919), change de nom Société d'Études Psychiques de Lyon (?)[34], change de nom Société d'études psychiques et spirites de Lyon (février 2006)[110], change de nom Association de rencontres spiritualistes Alphonse Bouvier (de novembre 2011 à mai 2018)[111],[112].

##### Dans la métropôle de Lyon
- Association de documentation et d'organisation pour la diffusion du spiritisme Gabriel Delanne, création à Fontaines-sur-Saône (1999), constitution en association loi 1901 à Lyon 8e (juillet 2001)[113], dissolution publiée au Journal Officiel (2 septembre 2004).
  - Centre d’Études Spirites Gabriel Delanne, création à Lyon 8e (10 avril 2004), déménage à Givors (décembre 2005 - 2012)[114].
- Centre d'Études Spirites Allan Kardec, création à Feyzin (5 décembre 2007), change de nom Centre d'Études Scientifiques Allan Kardec (octobre 2015 - ?).

##### Dans les départements du Rhône et limitrophes
- groupe Libertés Spirituelles, à Crémieu, création parue au Journal Officiel (23 janvier 2003), déménage à Vienne (vers 2012)[115].
- groupe Du Chemin, membre de l'USFF, à Grézieu-la-Varenne (février 2009[116] - vers août 2018)[117].
- Centre d'Études Spirites de Denicé, création à Denicé (vers 2006 - ?).
- Société d’Études Psychiques de Grenoble, chez J-B Gallioz, no 2 rue Frédéric-Taulier, Grenoble (20/03/1945-1950)[118],[119].

### Les fédérations
Dans Le Spiritisme à Lyon, Mickaël Ponsardin présente les fédérations spirites ayant existé à Lyon avant que chacune ne se séparent en août 1903. Cet épisode est relaté aussi bien dans La Revue Spirite que La Paix Universelle, détenu par Alphonse Bouvier.

#### La Fédération Spirite Lyonnaise

##### Sa genèse
C'est sous l'égide de Pierre-Gaëtan Leymarie que le 6 mai 1883 les groupes lyonnais se fédèrent autour d'une même structure, qui prend la forme d'une association d'individus plutôt qu'un groupement d'associations ; la préfecture du Rhône refuse donc le statut de fédération. Une parade est trouvée, dès lors qu'un président de groupe y adhère, le dit groupe en devient membre, cette fédération officieuse porte le nom de Société Fraternelle pour l'étude scientifique et morale du Spiritisme ou Société Fraternelle jusqu'en 1903, année de publication des statuts de la Fédération Spirite Lyonnaise.
D'abord présidée par Adolphe Laurent de Faget, elle enregistre le 15 juillet 1883 près de 250 adhésions de douze groupes différents : la Société spirite lyonnaise, les groupes Garnier, Guerrin, Dervieux, Lavigne, Beziade, Koch, Sallier, Hochstein, Dauphiné, Bernaud et Dayt. Plus tard, d'autres se joignent à eux, tels les Indépendants lyonnais d'Alphonse Bouvier et Amitié d'Henri Sausse, qui prend la relève de Laurent de Faget en juin 1884.
Toutefois, le projet de fédération revient à plusieurs reprises, mais toujours de manière officieuse. Une première fois, à l'occasion d'une visite de Gabriel Delanne, le 12 juillet 1885, dans la concorde de trente groupes, qui reconduit Henri Sausse dans ses fonctions de président de la Société Fraternelle, Il organise les activités avec  Jean-Baptiste Chevalier, président de la Société spirite lyonnaise. Une seconde fois, à l'occasion du premier banquet annuel organisé par Alphonse Bouvier, pour commémorer le décès d'Allan Kardec, le 31 mars 1893. Faute de vrais statuts, les seize groupes réunis s'accordent pour publier son organe officiel, La Paix Universelle. C'est cette absence de statuts officielle qui provoque le départ d'Alphonse Bouvier et de son groupe Les Indépendants en 1901. La même année meurt le fondateur de la Société Spirite Lyonnaise, Jean-Baptiste Chevalier.

##### Ses statuts en débat
Il faut attendre la venue à Lyon de Célestin Brémont, membre de la Fédération Spirite du Sud-Est, pour qu'avec l'appui d'Alphonse Bouvier, le statu quo d'alors soit rompu. Le 20 mai 1903, ils réunissent 250 personnes de quinze groupes qui le nomment président du comité provisoire en vue de la création de la fédération. À la demande de plusieurs spirites, il est décidé qu'elle rende ses conclusions le 28 juillet, car Henri Sausse, toujours président de la Société Fraternelle, revenait à Lyon le 20 du même mois ; il travaillait alors comme commercial. Quant à l'acceptation ou au refus des médiums payants dans la fédération, si un désaccord subsiste entre les deux hommes, les statuts sont tout de même votés en bloc et acceptés à la majorité, motif d'une première scission à Lyon, avec une organisation du Spiritisme d'un côté, de l'autre, une organisation du « spiritualisme moderne ».
La Fédération spirite lyonnaise (FSL) est créée après que les président(e)s des groupes Allan Kardec, Souvenir, Harmonie, Bouttier et de la Société spirite lyonnaise et de la Société fraternelle se réunissent le 2 août 1903 pour constituer légalement ses statuts (déposés en préfecture le 4 août) ; le siège est au no 7 rue Terraille. Elle se donne alors pour objet la défense et la propagation du Spiritisme. La Société fraternelle subsiste et devient un centre spirite comme un autre.

##### Ses activités
La Caisse de secours mutuel, servant à venir en aide aux personnes, est créée sur une proposition d'Henri Sausse en 1888. Elle est alimentée par les recettes des conférences, des dons particuliers et des ventes de la fédération. Un dispositif caritatif, riche, complète ce dispositif de protection sociale.
Dès 1883, sa principale activité est l'organisation de conférences spirites. Seront invités, Alexandre Delanne (ami d'Allan Kardec, père de Gabriel Delanne), Metzger, de Reyle, Léon Denis, Gabriel Delanne, continuateurs du spiritisme, et des membres de l'USF.

##### Son déclin
Si en 1932, cinq associations sont organisées autour de la fédération, elles ne sont que trois en 1923, dont la Société spirite Jeanne d'Arc, le Groupe Allan Kardec et la Société spirite de la crêche. Néanmoins, elle en comptera six au dernier trimestre 1924.
Après la Libération, faute de membres et de dynamisme, une lettre signée du bureau de la Société spirite Jeanne d'Arc met fin à ses activités, le 20 juin 1947, ses derniers capitaux sont distribués à sa caisse de secours.

#### La Fédération Lyonnaise et Régionale des Spiritualistes Modernes
La Fédération Lyonnaise et Régionale des Spiritualistes Modernes est fondée le 2 août 1903 après que Célestin Brémont et Alphonse Bouvier (pt) réunissent 300 délégués d'une dizaine de groupes de Lyon, Villeurbanne, Villefranche, Roanne, Chambéry, Grenoble, La Verpillière, Bourgoin, Vienne, Valence, et ailleurs. Ils choisissent Alphonse Bouvier pour la présider ; elle est  ouverte aux groupes spirites. Son siège est au no 6, rue Paul-Bert (quartier de La Guillotière), à la place de la Salle d'études psychiques et magnétiques, La Paix Universelle devient son organe officiel,.
Malgré la mention spiritualiste à la place de spiritisme, cette fédération reste une fédération spirite. Ses activités se limitent à des conférences, souvent communes avec la FSL, avec laquelle elle se rapproche après le départ de Célestin Brémont. Le 25 décembre 1910, sa disparition survient simultanément à l'arrêt de la publication de son journal.

## La presse spirite
Pour la plupart, ces revues jouent le rôle d'organe de communication des groupes spirites lyonnais dans lesquels elles rendent compte de leurs activités, de leurs points de vue, des nouveautés, etc.

### Revues spirites
- La Vérité : journal du spiritisme, no 29 rue de la Charité, édité par M. Edoux, de janvier 1863 à décembre 1867 (BNF 32895712, présentation en ligne, lire en ligne sur Gallica ).
- La Communication entre les vivants et les morts, Lyon, Association typographique, 1880-1888 [?] (ISSN 2431-1189, BNF 32745884, « lire en ligne », sur la bibliothèque numérique de Lyon)Ce journal était distribué gratuitement le 1er novembre aux portes des cimetières de Alger, Marseille, Grenoble, Saint-Étienne, Tours, Reims, Troyes, Lyon, Paris, Bruxelles, Chalons-sur-Marne (Chalons-en-Champagne), Sedan, Le Mans, Lille, Gand, Tournai, Charleroi
- Le Spiritisme à Lyon, no 69 rue Cuvier, édité par M. Finet, du 15 février 1868 à 18xx (BNF 32887625, présentation en ligne, lire en ligne ).
- Source de vie éternelle : Bulletin mensuel des invisibles à leurs frères terriens, du 1er janvier 1909 au 5 août 1914 (BNF 32730604, lire en ligne ).
- Le Spiritisme kardéciste : Journal de propagande de la Fédération spirite lyonnaise et de la doctrine des esprits, édité par M. Henri Sausse, du 1er janvier 1910 au 25 décembre 1920 (BNF 32871793, présentation en ligne).
  - Bulletin de la Fédération Spirite Lyonnaise, du 31 mars 1928 à mars 1934 (BNF 32722947).
- Bulletin de la Société d'études psychiques et spirites de Lyon, de 1921 à 1924 (BNF 32723883).
- Le Progrès Spirite : organe de la Fédération spirite universelle, de 1895 à 1912 (BNF 32844423, lire en ligne ).
- Le Spirite, Au no 3 cours Charlemagne (BNF 32871790, présentation en ligne, lire en ligne ).
- Le Spiritisme christique, édité par l'association des groupes spirites christiques, 1972-1982 (lire en ligne ). premières éditions à Casablanca (1937) (BNF 34381626), déménage à Lyon en 1982 (BNF 34381626) puis Tours (depuis 1986) (BNF 34429647).
- Le Spiritisme (organe du Centre spirite lyonnais Allan Kardec, parution trimestrielle), Bron, CSLAK, juin 2000-mars 2023 (ISSN 1625-1474, BNF 37132408, lire en ligne) — Il est remplacé par une newsletter mensuelle depuis le mois de septembre 2023[125]
- L'Union occulte française, du 1er décembre 1890 au 15 juin 1891 (BNF 32884462, lire en ligne ).
  - devient La Paix Universelle (en collaboration avec Alphonse Bouvier), du 1er juillet 1891 au 25 décembre 1910 (BNF 32884462, présentation en ligne, lire en ligne ).

## Le spiritisme social
« Hors la charité, point de salut »

— Allan Kardec, Le livre des Esprits
Cette citation est celle qui structure les actions d'entraide du mouvement au XIXe siècle, alors hanté par l'urgence de la question sociale. Toutefois, l'entraide spirite diffère de celle des catholiques lyonnais en ceci qu'ils s'appuient sur l'idée d'un socialisme humaniste tel qu'avait pu le mettre en place Pauline Jaricot, contemporaine d'Allan Kardec, son ami le curé d'Ars ou le prêtre Antoine Chevrier. Ils répondent aux besoins des individus indépendamment de leurs idées, de leur religion ou de leur nationalité.
Le mouvement spirite lyonnais crée de nombreuses institutions dans les domaines de la prévoyance collective, l'aide alimentaire, l'accueil des personnes, la protection et l'éducation morale des enfants. Ces actions sont conduites jusqu'aux années 1930, pour certaines jusqu'après la guerre.

### Les sociétés de secours mutuels
Deux sociétés de secours mutuels sont constituées par les spirites de Lyon.

#### La Caisse de soutien aux vieillards et nécessiteux
Peu après son arrivée à Lyon, en 1885, Alphonse Bouvier (pt) crée une caisse de secours aux vieillards. En 1925, elle prend la forme d'une fondation, la Fondation Bouvier, qui verse des pensions « sans distinction de nationalité, de religion ou d'idées ». Son capital s'élève à hauteur de 40 000 F placé en rente sur l'État, elle distribue au début de l'hiver 60 à 70 pensions, « des pensions de 150 fr., du charbon, et de nombreux secours en argent et en nature, toute l'année ». Le compte des donations est d'abord publié dans L'Union Occulte, puis dans La Paix Universelle. Jusque dans les années 1980, la SEPS versait à Noël des dons au profits des « vieillards ».

#### La Caisse de Secours Mutuel
La Caisse de Secours Mutuel, est une sociétés de secours mutuels de la Société fraternelle, créée en 1888, à l'initiative d'Henri Sausse. Lors de ses quinze premières années d'existence, elle verse 110 pensions d'un montant de 50 francs. Sur le principe des sociétés de secours mutuels, ses fonds sont alimentés par du mécénat, par les cotisations de ses membres, ainsi que par les recettes des activités de la Société Fraternelle constituées par le prix d'entrée des évènements (conférences, concerts), la ventes d'ouvrages et de brochures.
Une lettre du bureau de la Fédération spirite lyonnaise en date du 20 juin 1947 constitue la dernière trace de l'existence de cette société, devenue en 1945 une société mutualiste.

### Les actions en faveur de l'enfance
Au début du XXe siècle, plusieurs actions dédiées à l'enfance sont mises en place.

#### La crèche spirite
Une crèche spirite est ouverte au no 8, place de la Croix-Rousse, en septembre 1904. La Société spirite pour l'œuvre de la crèche qui l'administre reçoit du lait de la ville de Lyon, chaque jour dès 1914, ainsi qu'une dotation de l'État, à partir de 1921, elle accueille jusqu'à seize enfants par jour, en 1922.

#### L'orphelinat Allan Kardec
En déménageant au no 14 rue Calas, la crèche prend la forme d'un foyer, baptisé Orphelinat Allan Kardec,, gérée par la famille Malosse. Une donation de Jean Meyer sert à déplacer le foyer, devenu trop petit, et ses pensionnaires au domaine de Caraguilhes, en octobre 1929, à Saint-Laurent-de-la-Cabrerisse (Aude),. Il déménage en 1933 dans la Drôme, à Dieulefit, et une dernière fois à Saint-Donat en 1934.

#### L'école spirite lyonnaise
Cette dénomination est celle de Christine Bergé (1995, p. 121), dérivée de celle retranscrite dans le numéro de décembre 1917 de la Revue Spirite ; on y explique que l'« École de Lyon » est administrée par la famille Malosse qui dispense des cours de morale spirite aux enfants depuis 1914.
Cet article nous renseigne sur les programmes, les conditions d'accès à l'année supérieure ainsi que les manuels employés. Au cours de l'année 1916-1917, elle compte une trentaine d'élèves. Ces cours sont donnés sur le temps libre des enfants, le jeudi (à 13h30) et le dimanche (à 10h), dans trois quartiers de la ville, ceci afin de transmettre la morale spirite aux enfants dont les parents sont spirites et qui faute de temps ne pourraient le faire. Les inscriptions aux cours se font par adhésion à la Fédération Spirite Lyonnaise.

### L'action sociale

#### L'aide alimentaire
L'aide est alimentaire, mais elle concerne aussi les vêtements et les dépenses de besoins essentiels, comme le charbon et le bois de chauffage, voire les dépenses de frais d'enterrement. Ces dons proviennent des spirites lyonnais eux-mêmes, Ils sont ouvriers pour la plupart, ils ont peu de revenus, certains sont très pauvres, comme le rapporte Henri Sausse en parlant de Mme Levet qui économisait sous à sous pour l'organisation de conférences.

#### L'asile au profit des vieillards et des nécessiteux
En 1925, la FSL participe au financement d'un asile au profit des vieillards et des nécessiteux.